# Miliarium Aureum

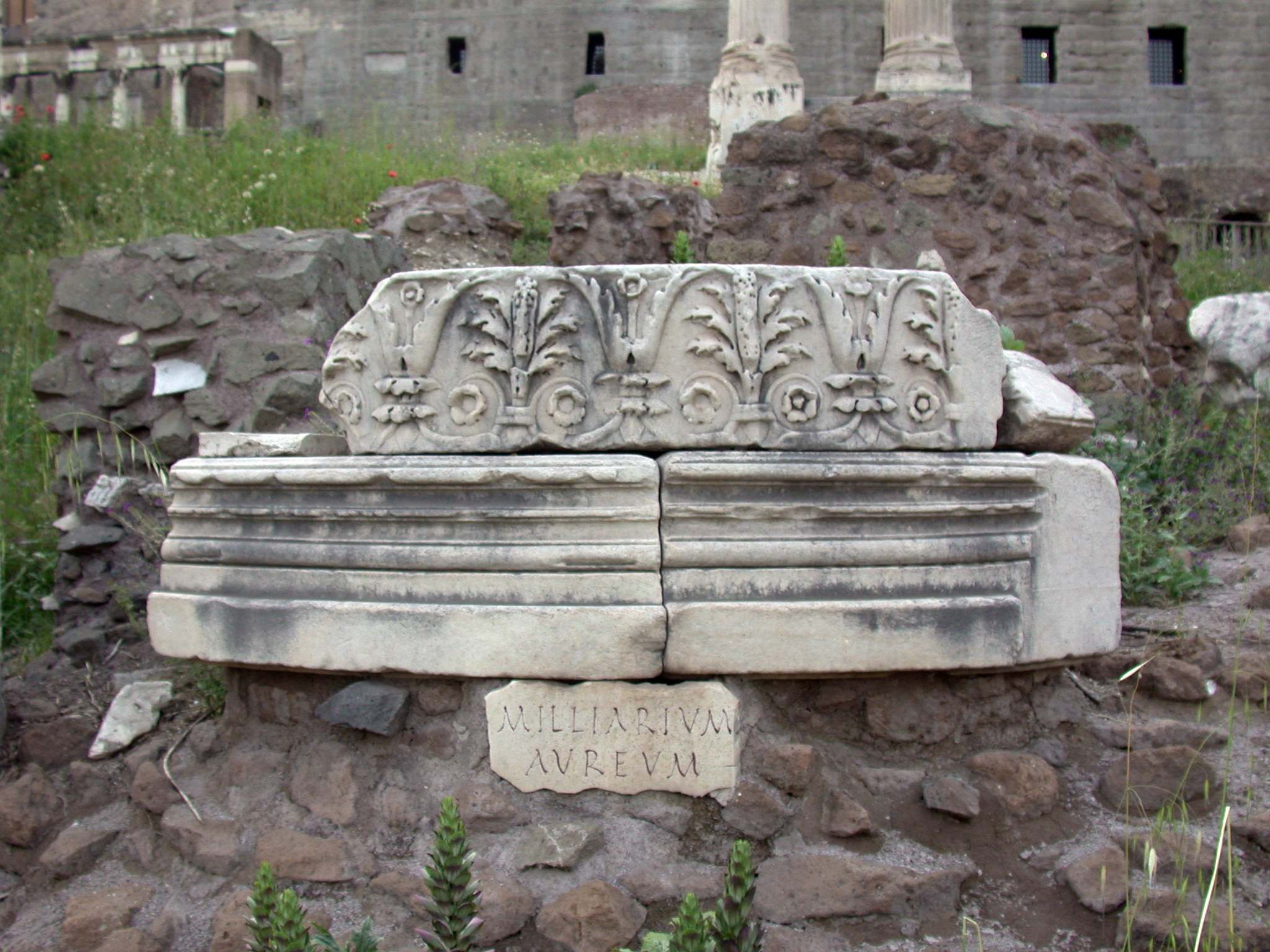
Rest des Sockels des Miliarium Aureum, Forum Romanum

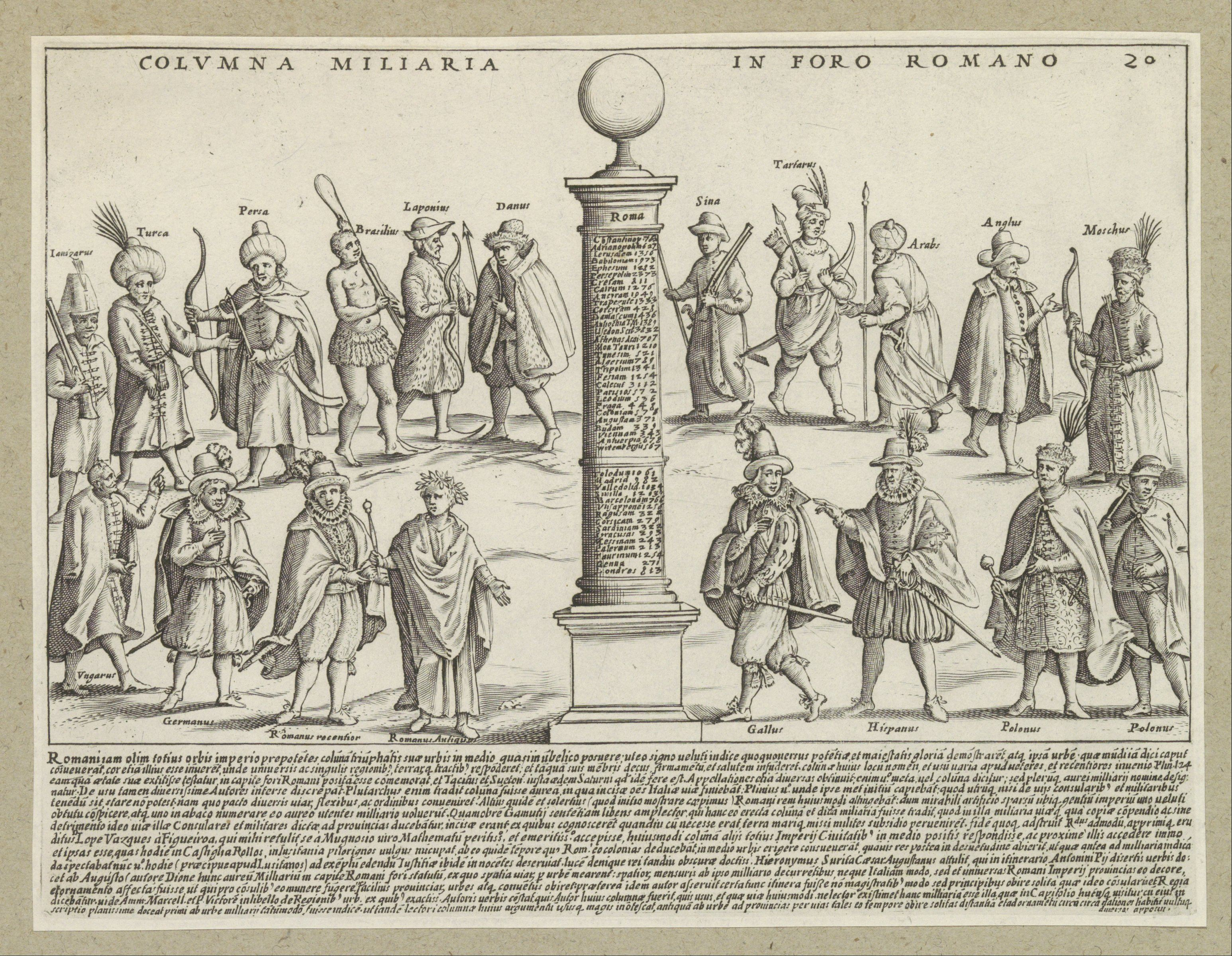
Darstellung des Miliarium Aureum (um 1637)

Das Miliarium Aureum (Goldener Meilenstein) war eine vergoldete Säule aus Bronze. Sie wurde auf Befehl des Augustus 20 v. Chr. an der östlichen Ecke der Rostra auf dem Forum Romanum in Rom angelegt (Cass. Dio 54,8,4). 
Ursprünglich standen auf der Säule die Namen der Hauptstädte der Provinzen des römischen Reichs und ihre jeweiligen Entfernungen von Rom. Diese Säule sollte die Menschen an die Größe des Reiches erinnern und die zentrale Natur des Forums. Es galt als ideelles Zentrum des Reiches, von dem die wichtigsten Römerstraßen abgingen. Lediglich Reste des Sockels sind erhalten geblieben. Die Entfernungen zusammengerechnet ergaben 76.000 km. Der Kaiser hatte auch den Straßenbau als Aufgabe, er war der curator viarum. Aufgrund dieser Säule entstand das Sprichwort „Alle Wege führen nach Rom“.
Eine ähnliche Funktion erfüllte das Milion in Konstantinopel für das Oströmische Reich.